# Memphis (Missouri)
Memphis település az Amerikai Egyesült Államok Missouri államában, Scotland megyében, melynek megyeszékhelye is. Lakosainak száma 1731 fő (2020. április 1.).

## Népesség
A település népességének változása:

| 2010 | 1 822 |
| 2020 | 1 731 |